# Auerbach in der Oberpfalz
Auerbach in der Oberpfalz, Auerbach i.d.OPf. – miasto w Niemczech, w kraju związkowym Bawaria, w rejencji Górny Palatynat, w regionie Oberpfalz-Nord, w powiecie Amberg-Sulzbach. Leży w Jurze Frankońskiej, około 32 km na północny zachód od Amberga, przy drodze B85 i B470.

## Historia

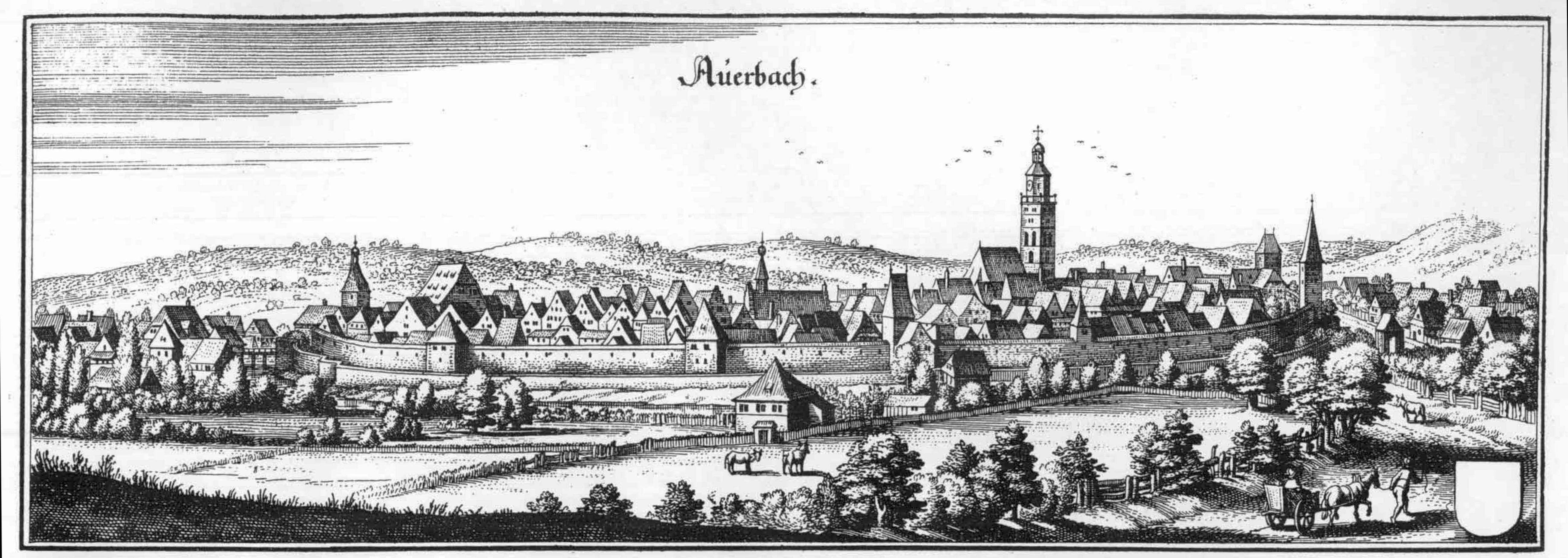
Auerbach w XVII wieku

W 1314 Auerbach otrzymało prawa miejskie. Od 1353 wraz z Czeskim Palatynatem było we władaniu Królestwa Czech. W 1373 do Auerbach przeniesiono z Sulzbach-Rosenberg stolicę Czeskiego Palatynatu. 23 września 1400 miasto zostało zdobytę przez palatyna Ruprechta, a następnie włączone w granice Palatynatu Reńskiego. Miasto zostało dwukrotnie zniszczone w trakcie wojen husyckich. W 1871 znalazło się w granicach Cesarstwa Niemieckiego. W 1972 do miasta przyłączono miejscowość Ranna.

## Dzielnice
W skład miasta wchodzą następujące dzielnice: 
| - Auerbach - Bernreuth - Degelsdorf - Gunzendorf - Hagenohe - Hohe Tanne - Lehnershof - Leiten - Ligenz - Michelfeld - Mühldorf - Nasnitz - Neumühle - Niedernhof - Nitzlbuch | - Ohrenbach - Ortlesbrunn - Pferrach - Ranna - Ranzenthal - Reichenbach - Rußhütte - Saaß - Sackdilling - Sand - Staubershammer - Steinamwasser - Weidlwang - Welluck - Zogenreuth |

## Zabytki
- Kościół św. Jana Chrzciciela
- Ratusz
- Dom parafialny
- Kaplica Trójcy Świętej
- Ruiny zamku Steinamwasser
- Kamienica przy Dolnym Rynku

## Galeria

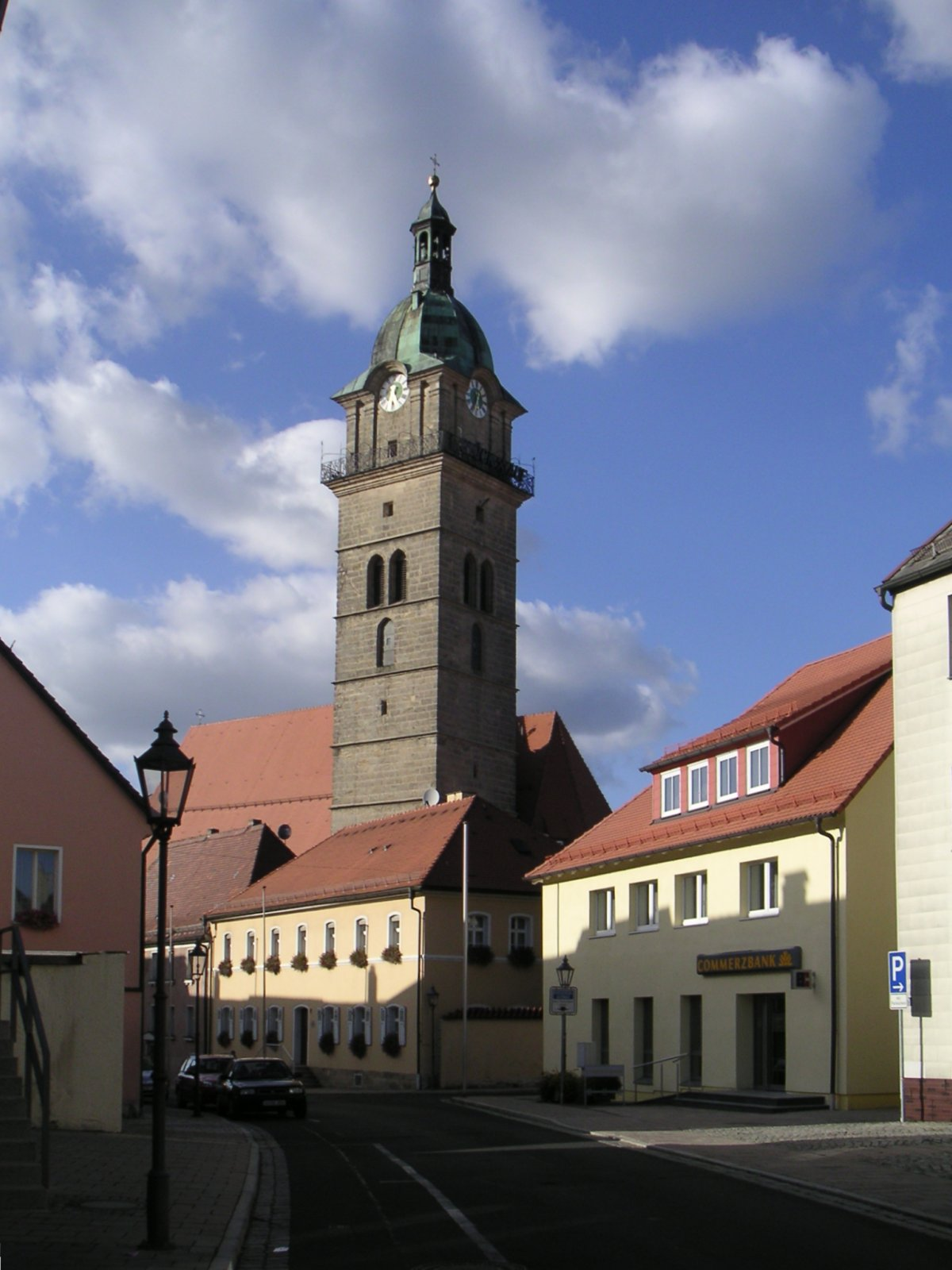
Kościół św. Jana Chrzciciela
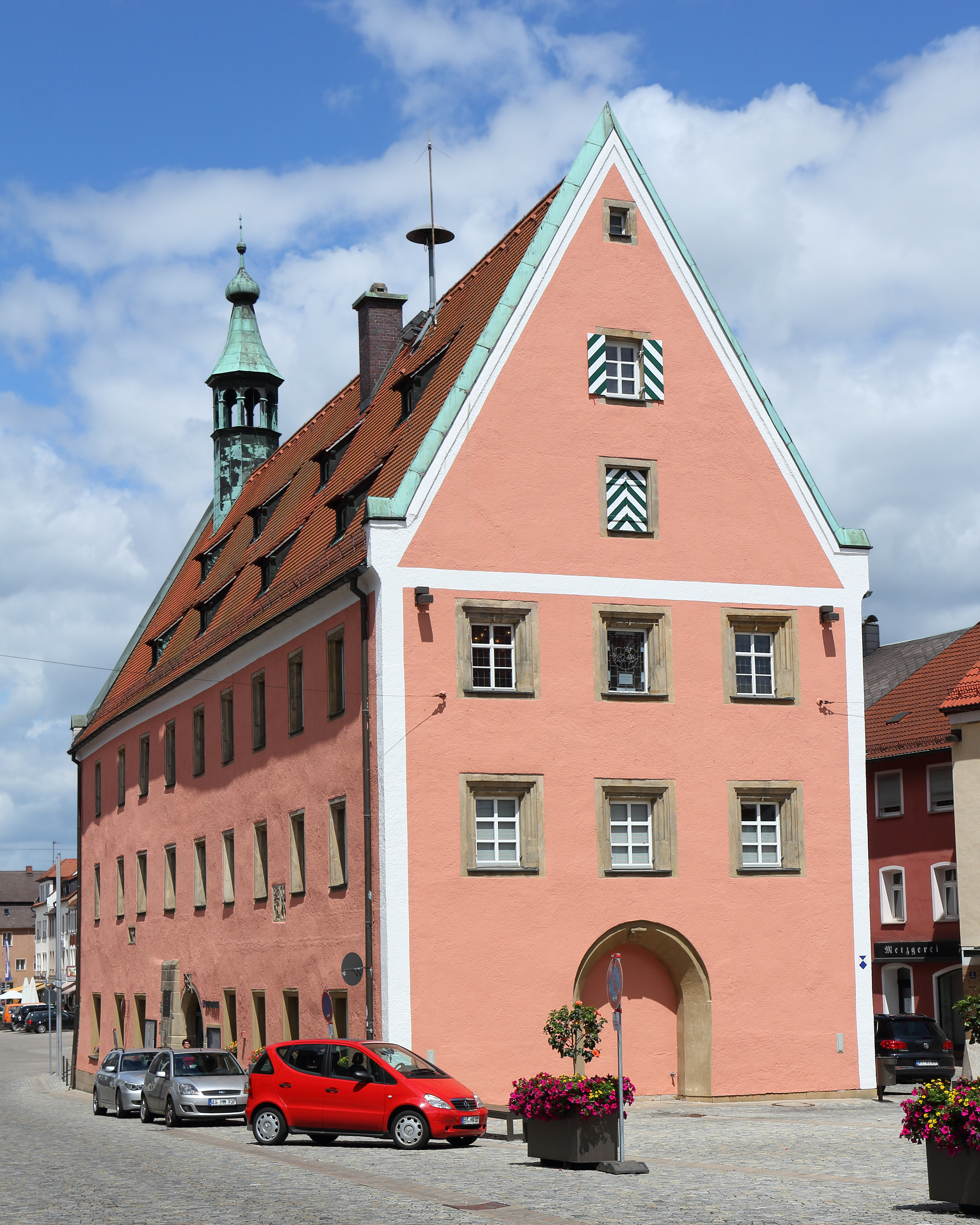
Ratusz
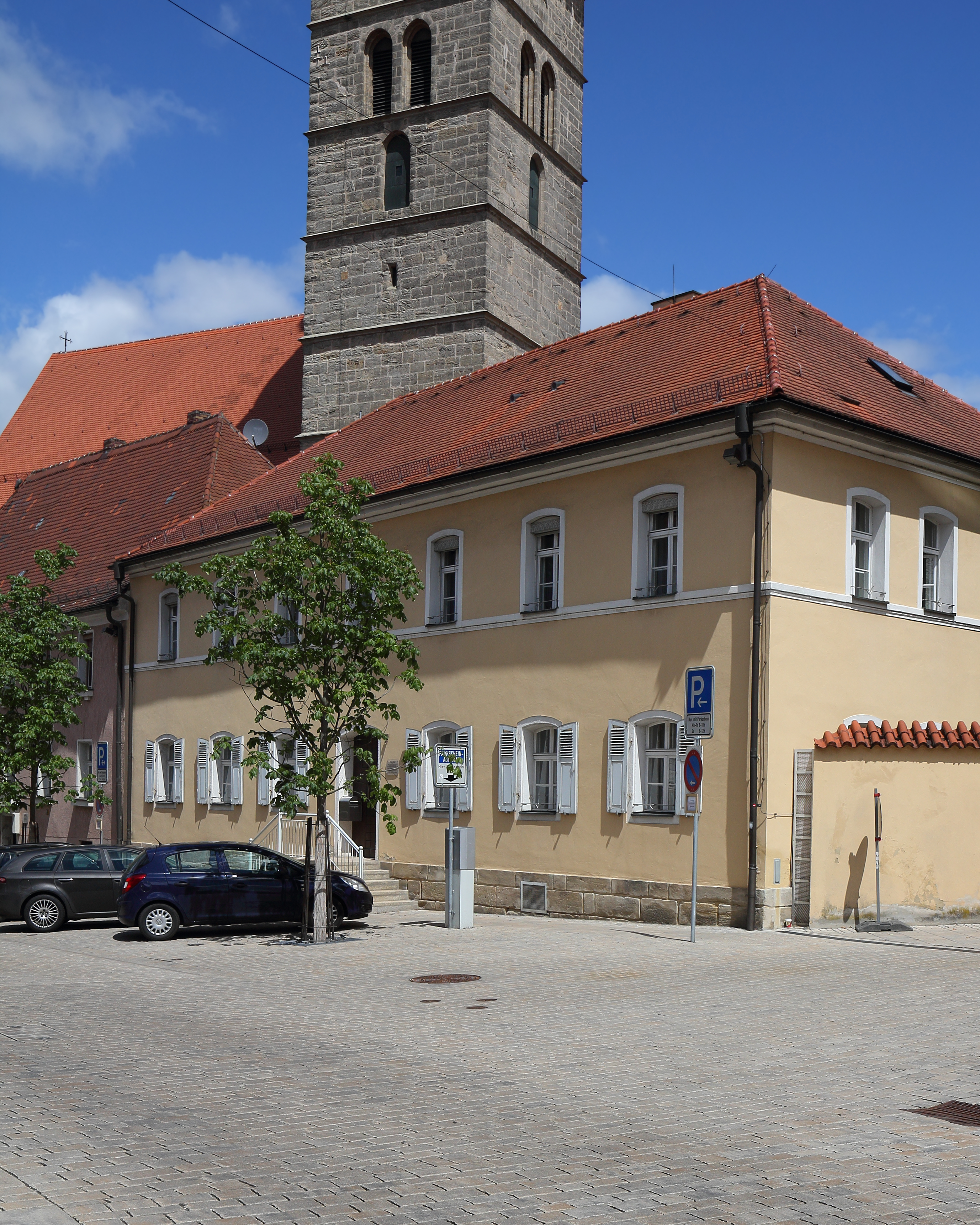
Dom parafialny
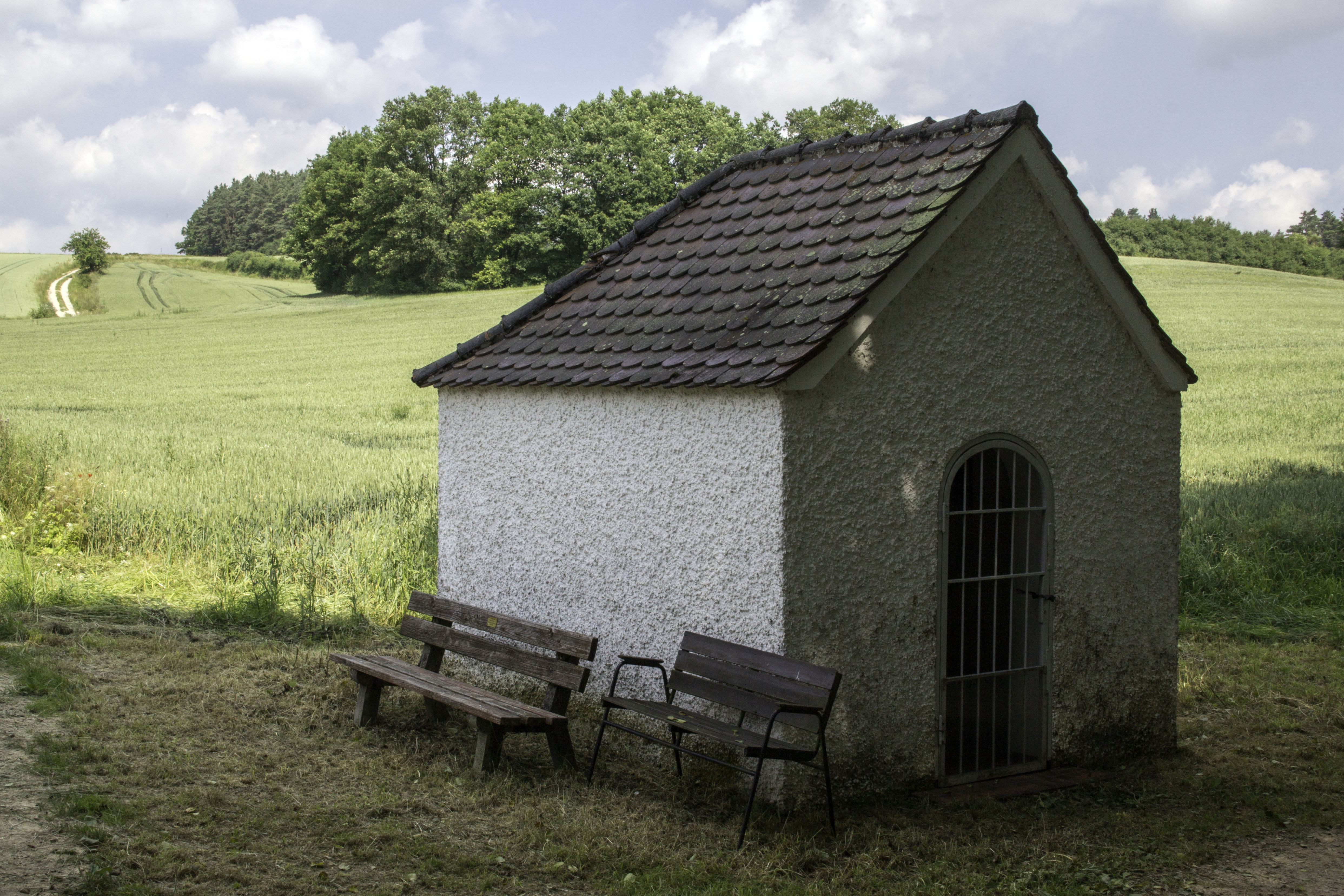
Kaplica Trójcy Świętej
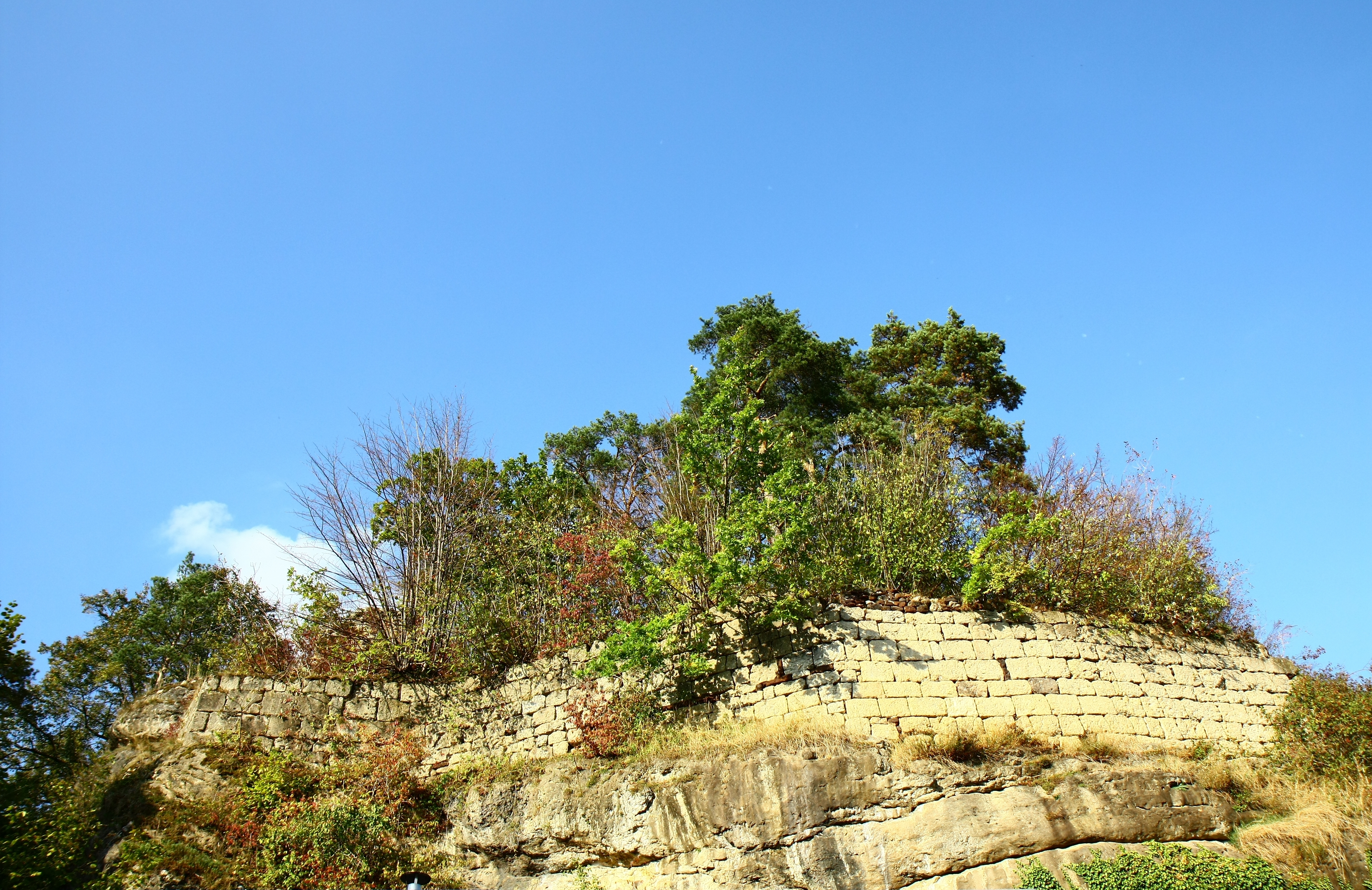
Ruiny zamku Steinamwasser